# NGC 3117
NGC 3117 је елиптична галаксија у сазвежђу Секстант која се налази на NGC листи објеката дубоког неба.
Деклинација објекта је + 2° 54' 48" а ректасцензија 10h 6m 10,4s. Привидна величина (магнитуда) објекта NGC 3117 износи 13,3 а фотографска магнитуда 14,3. NGC 3117 је још познат и под ознакама UGC 5445, MCG 1-26-14, CGCG 36-38, NPM1G +03.0242, PGC 29340.